# 조지 이즈
조지 콜먼 이즈 3세(영어: George Coleman Eads III, 1967년 3월 1일 ~ )는 미국의 배우이다. CSI: 과학수사대 시리즈의 닉 스토크스 역으로 잘 알려져 있다.

## 출연 작품

### 텔레비전 드라마
- 더 스프링(The Spring)
- 브로큰 크라운(Broken Crown)
- ER (텔레비전)
- CSI: 과학수사대(한국어 성우:김영선)

### 영화
- 장사리: 잊혀진 영웅들 - 스티븐 역